# Garfield (Washington)
Garfield és una població dels Estats Units a l'estat de Washington. Segons el cens del 2000 tenia 641 habitants.

## Demografia
Segons el cens del 2000, Garfield tenia 641 habitants, 256 habitatges, i 174 famílies. La densitat de població era de 369,4 habitants per km².
Dels 256 habitatges en un 34,8% hi vivien nens de menys de 18 anys, en un 54,7% hi vivien parelles casades, en un 9,8% dones solteres, i en un 32% no eren unitats familiars. En el 28,5% dels habitatges hi vivien persones soles el 12,5% de les quals corresponia a persones de 65 anys o més que vivien soles. El nombre mitjà de persones vivint en cada habitatge era de 2,5 i el nombre mitjà de persones que vivien en cada família era de 3,09.
Per edats la població es repartia de la següent manera: un 30,7% tenia menys de 18 anys, un 4,2% entre 18 i 24, un 26,4% entre 25 i 44, un 22,5% de 45 a 60 i un 16,2% 65 anys o més.
L'edat mediana era de 39 anys. Per cada 100 dones de 18 o més anys hi havia 93 homes.
La renda mediana per habitatge era de 36.250 $ i la renda mediana per família de 41.923 $. Els homes tenien una renda mediana de 32.917 $ mentre que les dones 22.222 $. La renda per capita de la població era de 17.804 $. Aproximadament el 5,9% de les famílies i el 12,9% de la població estaven per davall del llindar de pobresa.

## Poblacions més properes
El següent diagrama mostra les poblacions més properes.